# Seventeen (Winger)
Seventeen è una canzone del gruppo musicale statunitense Winger, estratta come secondo singolo dal loro album di debutto Winger nel novembre del 1988. Ha raggiunto la posizione numero 26 della Billboard Hot 100 e la numero 19 della Mainstream Rock Songs negli Stati Uniti.

## La canzone
Kip Winger aveva 27 anni quando questo brano venne pubblicato, facendo di lui un decennio più grande rispetto alla groupie di cui canta nel testo. Kip aveva da tempo perso interesse per quello stile di vita, ma incontrava comunque  molte giovani donne che cercavano di condividere la sua compagnia, il che gli diede un sacco di ispirazione per questa canzone.
Nonostante il sound pop metal, Kip Winger ha fatto notare come il brano sia in realtà tendente al progressive e molto impegnativo da suonare e cantare allo stesso tempo. Insieme a Headed for a Heartbreak, è la canzone più popolare dei Winger e quella con cui il gruppo viene maggiormente identificato.
La canzone viene utilizzata nei videogiochi Guitar Hero: Rocks the 80s e Saints Row.
È stata inserita alla posizione numero 87 nella classifica delle "100 migliori canzoni hard rock" stilata da VH1.
Nel 2014 è stata indicata come la 23ª più grande canzone pop metal da Yahoo! Music.

## Tracce
7" Single A|B Atlantic 7-88958
1. Seventeen – 4:05
2. Poison Angel – 3:22

## Classifiche
| Classifica (1989)             | Posizione massima |
| ----------------------------- | ----------------- |
| Stati Uniti                   | 26                |
| Stati Uniti (mainstream rock) | 19                |